# Jardim Olinda
Jardim Olinda är en kommun i Brasilien.   Den ligger i delstaten Paraná, i den södra delen av landet, 900 km sydväst om huvudstaden Brasília. Antalet invånare är 1 409.
Trakten runt Jardim Olinda består i huvudsak av gräsmarker. Runt Jardim Olinda är det glesbefolkat, med 14 invånare per kvadratkilometer.